# Harry Vandiver
Harry Schultz Vandiver (* 21. Oktober 1882 in Philadelphia; † 9. Januar 1973 in Austin, Texas) war ein US-amerikanischer Mathematiker, der sich mit Zahlentheorie beschäftigte.

## Leben
Vandiver besuchte zwar einige Kurse an der University of Pennsylvania 1904/05, entwickelte aber während seiner High-School-Zeit eine Schulaversion und arbeitete lieber als Broker in der Firma seines Vaters, als einen Abschluss zu machen. Er unterrichtete sich aber selbst in Mathematik und löste regelmäßig Probleme (und schickte neue Probleme ein) im American Mathematical Monthly. 1904 veröffentlichte er zahlentheoretische Arbeiten unter anderem mit George Birkhoff. Außerdem studierte er die Arbeiten von Ernst Eduard Kummer im Zusammenhang mit dem Fermat-Problem. Während des Ersten Weltkriegs arbeitete er 1917 bis 1919 in der Reserve der US-Marine. 1919 wurde er auf Empfehlung und auf Rat von Birkhoff Instructor an der Cornell University – er hatte zwar nicht die formalen Voraussetzungen, dafür aber schon eine Reihe von Arbeiten veröffentlicht. Sommer 1919 arbeitete er auch mit Leonard Dickson in Chicago an dessen History of the Theory of Numbers. 1924 wurde er Associate Professor an der University of Texas, wo er 1925 eine volle Professur erhielt und bis zu seiner Emeritierung 1966 blieb. 1947 wurde er dort zum Distinguished Service Professor of Applied Mathematics and Astronomy ernannt. 1952 bewies er mittels Computer-Einsatz am National Bureau of Standards in Los Angeles, dass das Fermat-Problem keine Lösung für Primzahlen kleiner als 2000 hat, nachdem er zuvor schon mit seinen Studenten und „per Hand“ das Zutreffen für Zahlen kleiner 600 gezeigt hatte.
Neben seiner Arbeit zur Fermat-Vermutung arbeitete er auch über Kreisteilungskörper, Faktorisierungsmethoden, Reziprozitätsgesetze, endliche Körper, Halbgruppen und Halbringe und Theorie der Algebren.
Für seine Arbeiten zu Fermats Vermutung erhielt er 1931 den Colepreis. 1934/35 war er Vizepräsident der American Mathematical Society. 1934 wurde er in die National Academy of Sciences aufgenommen. 1946 wurde er Ehrendoktor der University of Pennsylvania.
Er war seit 1923 verheiratet und hatte einen Sohn Frank Vandiver, der Präsident der Texas A&M University wurde. Er wohnte in Austin in einem Hotel und hatte eine große Sammlung klassischer Schallplatten.
Eine noch offene Vermutung über die Klassenzahl von Kreisteilungskörpern ist nach ihm benannt (Vandiver-Vermutung, dass die Klassenzahl des maximalen reellen Unterkörpers des Kreisteilungskörpers zur Primzahl {\displaystyle p} nicht durch {\displaystyle p} teilbar ist), wurde aber schon von Kummer 1849 in einem Brief an Leopold Kronecker aufgestellt. Die Vermutung spielt eine wichtige Rolle in der Theorie der Kreisteilung (und von K-Gruppen). Vandiver meinte auch bewiesen zu haben, dass aus ihr der erste Teil der Fermatvermutung folgt, hier fand aber Iwasawa eine Lücke.